# 1291 (szám)
Az 1291 (római számmal: MCCXCI) az 1290 és 1292 között található természetes szám.

## A szám a matematikában
A tízes számrendszerbeli 1291-es a kettes számrendszerben 10100001011, a nyolcas számrendszerben 2431, a tizenhatos számrendszerben 50B alakban írható fel.
Az 1291 páratlan szám, prímszám. Kanonikus alakja 12911, normálalakban az 1,291 · 103 szorzattal írható fel. Két osztója van a természetes számok halmazán, ezek növekvő sorrendben: 1 és 1291.
Az 1291 hatvan szám valódiosztó-összegeként áll elő, ezek közül legkisebb a 8981.

## Csillagászat
- 1291 Phryne kisbolygó